# Geologischer Garten Münzenberg
Der Geologische Garten Münzenberg im hessischen Münzenberg ist ein Geologischer Garten nahe der Ruine der Burg Münzenberg. Er wurde am 18. Juli 1999 eröffnet.
Ein Schwerpunkt der Ausstellung besteht in der Darstellung des Werdens und Vergehens von Gesteinen und des Wandels der Erdoberfläche und ihrer Lebenswelt. Die Exponate stammen aus dem Straßenbau, Tiefbau und Bergbau und wurden von Unternehmen und Privatpersonen gestiftet. Eigentümer des Gartens ist Franz Dietrich Oeste, bei dem Führungen vereinbart werden können.